# DICT
DICT – sieciowy protokół w architekturze klient-serwer do obsługi słowników opracowany przez DICT Development Group. Protokół ten jest opisany w RFC 2229 ↓. Założeniem tego projektu jest stworzenie lepszego protokołu niż protokół Webster i umożliwienie klientom dostępu do większej liczby słowników jednocześnie.
W formacie zgodnym z tym protokołem jest dostępne wiele słowników:
- V.E.R.A. Virtual Entity of Relevant Acronyms – baza danych akronimów
- Hitchcock's Bible Names Dictionary
- WordNet słownik angielski o wielu funkcjach m.in. synonimy
- Jargon File
- THE DEVIL'S DICTIONARY
- Elements database - baza danych pierwiastków chemicznych
- U.S. Gazetteer (1990)
- Webster's Revised Unabridged Dictionary (1913) – słownik angielski
- CIA World Factbook - informacje CIA o krajach całego świata
- Easton's 1897 Bible Dictionary – słownik biblijny
- The Free On-line Dictionary of Computing – słownik terminów komputerowych
- oraz bardzo wiele słowników dwujęzycznych